# 澳洲渡鸦
澳洲渡鸦（学名：Corvus coronoides）是鸦科鸦属的一种，为澳大利亚的特有种。该物种的保护状况被评为无危。
澳洲渡鸦的平均体重约为635.0克。栖息地包括多岩石的海岸、牧草地、潮池、城市、沙滩、沙洲、沙嘴、耕地、海崖和多岩石的离岸岛屿、干燥的稀树草原、乡村花园和多卵石或砾石的海岸。